# Канбакты
Канбакты (каз. Қаңбақты) — село в Шалкарском районе Актюбинской области Казахстана. Входит в состав Бозойского сельского округа. Код КАТО — 156437200.

## Население
В 1999 году население села составляло 360 человек (191 мужчина и 169 женщин). По данным переписи 2009 года, в селе проживали 173 человека (92 мужчины и 81 женщина).